# FC Corvinul Hunedoara
Asociația Club Sportiv FC Corvinul Hunedoara 1921, cunoscut sub numele de Corvinul Hunedoara, pe scurt Corvinul, este un club de fotbal profesionist din Hunedoara, județul Hunedoara, care evoluează în prezent în Liga a II-a. Numele Corvinul este inspirat de la Castelul Corvinilor, dar și istoria locală a familiei Corvineștilor. Prima sa prezență în prima ligă națională a avut loc în 1954, când a retrogradat după numai un sezon.
În anii 1980, sub comanda lui Mircea Lucescu, echipa a obținut cele mai mari performanțe din istoria sa, locul al treilea în campionat și calificarea în Cupa UEFA. De-a lungul timpului, un număr mare de fotbaliști, plecați „de sub furnalele Hunedoarei”, s-au remarcat la echipa națională și în campionatele occidentale precum: Radu Nunweiller, Florea Dumitrache, Romulus Gabor, Ioan Andone, Mircea Rednic, Michael Klein, Florea Văetuș sau Ioan Petcu. Căderea comunismului în România a însemnat sfârșitul perioadei de glorie pentru industria fierului și mineritul, două dintre motoarele economiei naționale ale anilor 1970 și 1980. Județul Hunedoara a fost una dintre cele mai afectate regiuni din cauza economiei sale, ce se baza tocmai pe aceste două sectoare de activitate, astfel încât căderea economiei a afectat-o direct pe Corvinul, care a retrogradat în Divizia B în 1992 și nu a promovat niciodată înapoi. Ulterior, clubul a fost dezafiliat de la FRF în 2004 pentru datorii față de jucători.
Între 2005 și 2021, Corvinul a fost succedat de Corvinul 2005, apoi de FC Hunedoara și CS Hunedoara, însă niciuna dintre aceste entități nu a fost recunoscută drept succesor oficial, din cauza proceselor legale și a pierderii mărcii originale. Marca „FC Corvinul 1921” a fost recuperată în 2021 de Municipiul Hunedoara, cu ocazia centenarului lui Corvinul, când administrația locală l-a cumpărat cu 47.000 de euro de la Octavian Marian, ultimul proprietar. În vara anului 2022, ultima entitate activă, CS Hunedoara, a fuzionat cu marca originală (FC Corvinul 1921), devenind succesorul clubului de fotbal inițial și reunind istoria Corvinulului din 2005 până în prezent.

## Istorie
| Nume                      | Perioadă     |
| ------------------------- | ------------ |
| Corvinul Hunedoara        | 1921–1943    |
| Uzinele de Fier Hunedoara | 1943–1948    |
| I.M.S Hunedoara           | 1948–1950    |
| Metalul Hunedoara         | 1950–1956    |
| Energia Hunedoara         | 1956–1958    |
| Corvinul Hunedoara        | 1958–1962    |
| Siderurgistul Hunedoara   | 1962–1964    |
| Metalul Hunedoara         | 1964–1970    |
| Corvinul Hunedoara        | 1970–2004    |
| Corvinul 2005 Hunedoara   | 2005–2008    |
| FC Hunedoara              | 2009–2016    |
| CS Hunedoara              | 2016–2022    |
| Corvinul Hunedoara        | 2022–prezent |

### Mândria muncitorilor de fier (1921–1953)

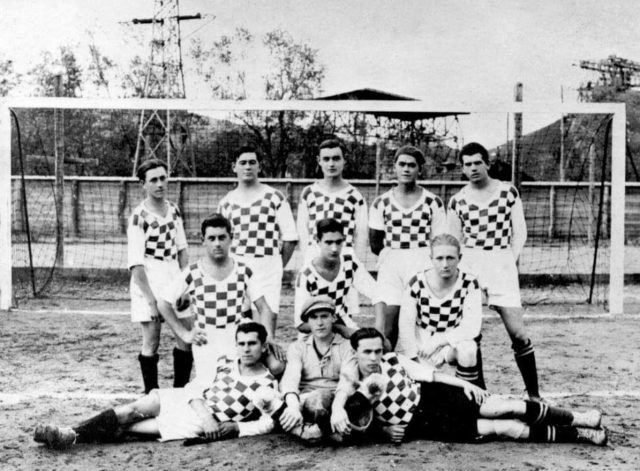
UF Hunedoara în 1930.

Fotbalul se practica în Hunedoara, neorganizat, încă de la începutul anilor 1900, fiind adus de tinerii localnici care studiau în marile orașe ale țării sau în străinătate, așa cum sa întâmplat cu majoritatea începuturilor fotbalistice din Transilvania. 
Anul 1921 va fi primul în care s-a organizat un Campionat de Fotbal între granițele Regatului României, campionat care se desfășura ca un turneu cu ligi regionale și o etapă finală națională. În același an, la Hunedoara, din inițiativa mai multor pasionați de sport, conduși de Ludovic Rimbaș, a luat ființă prima echipă de fotbal organizată, Fero Sport Hunedoara. Noul club de fotbal a funcționat sub patronajul Uzinei de Fier din localitate. Președinte a fost ales Iosif Onciu (pe atunci director al Uzinei de Fier), iar Ludovic Rimbaș a ocupat atât funcția de secretar al clubului, cât și funcția de manager al echipei. Sediul firmei se afla în fostul sediu al „Unirii Roșii” din strada Severin.
Prima echipă de fotbal organizată a Hunedoarei a stârnit un mare entuziasm în rândul localnicilor, dar mai ales în rândul angajaților Uzinei, care au acceptat să contribuie fiecare cu 1% din salariu pentru susținerea noii echipe de fotbal. Totodată, fotbaliștii erau premiați în mod regulat de conducerea Uzinei și aveau prioritate la angajare. Astfel, de la bun început, echipa de fotbal a avut o legătură strânsă cu Uzina de Fier din localitate, care ulterior a devenit Oțelărie.
Din 1924, echipa și-a schimbat numele în UFH (Uzinele de Fier Hunedoara), iar în 1936, în Iancu Corvin Hunedoara. În timpul celui de -al Doilea Război Mondial situația era foarte grea, echipa a jucat pe diverse terenuri improvizate, mai mult sau mai puțin amenajate. Situația financiară a clubului a fost deosebit de dificilă, dar clubul a supraviețuit. În 1943, numele echipei a revenit la UFH (Uzinele de Fier Hunedoara). Odată cu reorganizarea României sub regimul comunist, echipa a preluat noua denumire a vechii Uzini de Fier, ISS Hunedoara (Întreprinderile Siderurgice de Stat Hunedoara). În același an, echipa de fotbal a jucat în gradul al treilea (Divzia C) sub denumirea de IMS Hunedoara (Întreprinderea Muncitorească Siderurgică Hunedoara) și un an mai târziu, conducerea clubului a fost preluată de sindicatul din cadrul unității siderurgice, numele s-a schimbat din nou și a devenit Metalul Hunedoara.
În 1953, Metalul a fost promovat pentru prima dată în clasamentul de top (Divizia A), moment care a rămas în istorie ca prima dată când un club de fotbal cu sediul în „Orașul de Oțel” a trecut pragul primului nivel. În acel sezon, Hunedoara a terminat pe primul loc în Seria a II-a, la 4 puncte de secunda, o altă echipă susținută financiar de Industria Oțelului din România, Metalul Câmpia Turzii.

### O perioadă de lupte (1954–1975)
Metalul a luptat cu mândrie în primul său sezon de top (1954), dar în cele din urmă a retrogradat după ce s-a clasat pe locul 11 din 14, prima echipă plasată sub linia retrogradării. Anii 1950 au continuat cu cinci apariții consecutive în Divizia a II-a : (1955 – 6, 1956 – 2, 1957–58 – 2, 1958–59 – 4 și 1959–60 – 1).  În 1956 Metalul Hunedoara a fost redenumit Energia Hunedoara, dar în 1958 denumirea a fost schimbată din nou, de data aceasta în Corvinul Hunedoara. Clubul de fotbal cu sediul în Hunedoara și-a schimbat frecvent numele între 1921 și 1958 pentru a-și crea o identitate personalizată, ceva mai special, care să rămână în mintea oamenilor și să fie direct asociată cu Hunedoara. Chiar dacă numele Corvinul nu a prins imediat, performanțele de mai târziu și unicitatea sa în peisajul fotbalistic românesc l-au lipit de clubul de fotbal cu sediul în Hunedoara.
Corvinul a promovat în Divizia A în vara anului 1960 și părea că o nouă eră începe „sub furnalele”, dar, din nou, echipa a retrogradat după doar un sezon în top după ce a fost clasată pe ultimul loc. din 14 echipe. Situația a început să devină dramatică după încă un an, când Corvinul a făcut unul dintre cele mai proaste sezoane și s-a clasat pe ultimul loc în Divizia B, retrogradând în gradul trei, pentru prima dată în ultimul deceniu. După retrogradare, autoritățile locale au decis să schimbe din nou denumirea, pentru că Corvinul a fost o alegere cu ghinion și a redenumit clubul în Siderurgistul Hunedoara, susținut din nou financiar de Uzina de Fier. Uzina de Fier din Hunedoara nu era la fel de mare ca oțelăria din Galați, deci automat avea o putere financiară mai mică. Drept urmare, Siderurgistul (din nou Metalul Hunedoara din 1964) a jucat nu mai putin de cinci sezoane consecutive in Divizia C. În cele din urmă, „oțelerii” au promovat încă din 1967, când se aflau pe locul 1, la patru puncte în fața unei alte „echipe de fabrică”, Tractorul Brașov.
De la mijlocul anilor 1960 până la mijlocul anilor 1970, Metalul Hunedoara, redenumit apoi din nou Corvinul Hunedoara (în 1970) s-a instalat ca o formație importantă a Diviziei B, clasându-se între locurile 4 și 13, dar niciodată cu șanse cu adevărat importante de promovare.

### Epoca de aur a Corvinului (1975–1990)

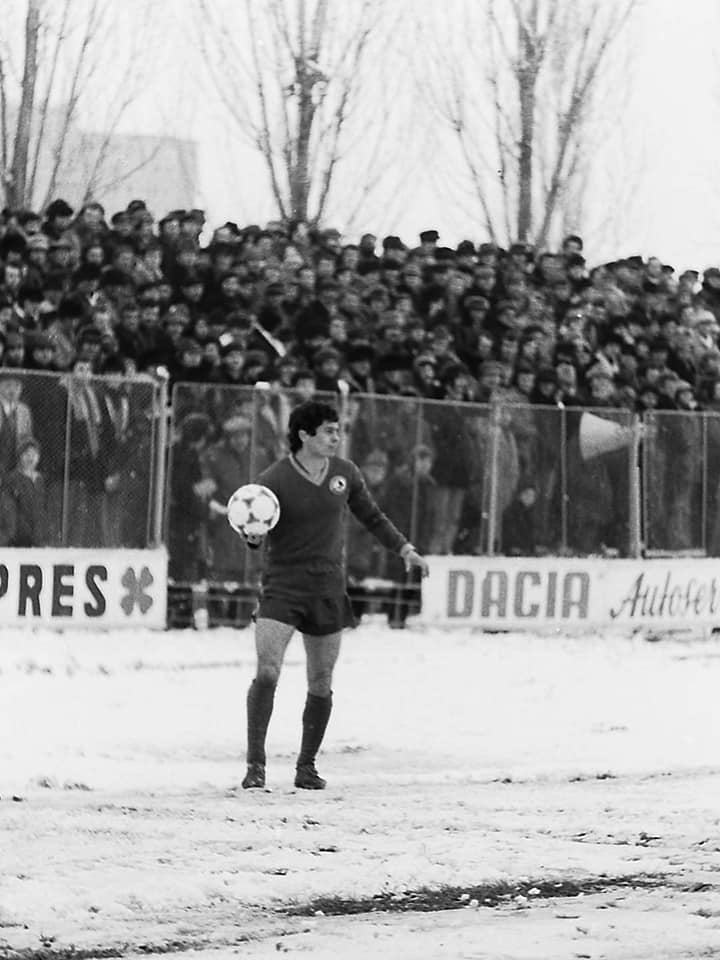
Mircea Lucescu la Corvinul la începutul anilor 1980.

La sfârșitul anilor 1975–76, Corvinul a promovat înapoi în Divizia A, după 15 ani de absență și lupte. A fost chiar începutul ascensiunii hunedorene în fotbalul românesc. În prima jumătate a sezonului, echipa a fost condusă de Ladislau Vlad și Constantin Toma, apoi în a doua jumătate de Ilie Savu, Victor Cojocaru și Remus Vlad. Lotul a fost alcătuit din următorii jucători: Gheorghe Bologan, Romulus Cocu și Emeric Moritz – Ioan Stan, Nicolae Jurcă, Remus Vlad, Vasile Ghiță, Dorin Nicșa, Ioan Petcu, Alexe Lazăr, Marian Deacu, Octavian Cojocaru, Virgil Stoica, Ilie Ologu, Clemen Șureghin, Eremia Șumulanschi, Ioan Bucur, Ioan Năstase, Petre Șchiopu, Gheorghe Albu, Vasile Dina, Gheorghe Georgescu, Florea Văetuș și Dan Pintilie.
În 1975 secția de fotbal a fost separată de Clubul Sportiv Corvinul și echipa a fost redenumită FC Corvinul. A fost al treilea club de fotbal din România care a adoptat abrevierea „FC” în numele său, după FC Argeș Pitești și FC Bihor Oradea. În anii 1970, pasiunea hunedorenilor pentru fotbal a crescut odată cu dezvoltarea orașului. Fabrica de oțel a fost o forță în industria națională. Începând cu primăvara anului 1976, tineri fotbaliști ai clubului precum Dorin Nicșa, Ioan Petcu, Florea Văetuș, Gheorghe Albu sau Mihai Viespe încep să fie convocați la loturile naționale de juniori și tineret. Un fapt firesc, mai ales că, la sfârșitul anilor 1976–77sezonul rezervelor Corvinul s-a clasat pe un onorabil loc 3 in campionat.
În același an 1976, Gelu Simoc (unul dintre cei 28 de membri fondatori ai FC Corvinul Hunedoara, pe atunci șef al Serviciului Personal din cadrul Oțelului Hunedoara) a reușit să-l convingă pe Radu Nunweiller (un star al fotbalului românesc la acel moment) să vină la Hunedoara, gândindu-se că, dacă ani la rând s-a construit naționala de fotbal a României, practic în jurul lui, la fel s-ar fi putut întâmpla și la Hunedoara. Cu toate acestea, experiența dinamovistului i-ar fi fost extrem de utilă echipei la a treia apariție în Prima Division. Un an mai târziu, tot la sfârșitul carierei, și Mircea Lucescu a fost convins să vină la Hunedoara. Directorul Oțelului de la acea vreme, Sabin Faur, a condus negocierile finale. Totuși, principalul merit pentru venirea lui Lucescu la Hunedoara l-a avut același bărbat, Gelu Simoc. După un loc 14 (1976–77) și un loc 8 (1977–78), Corvinul a retrogradat înapoi în gradul doi, la finalul sezonului 1978–79. După meciul în care „Oțelului” a pierdut orice șansă de a rămâne în top, Mircea Lucescu a avut unul dintre cele mai plăcute „șocuri” din viața sa când a fost scos de pe stadion pe brațe și condus în urale și încurajare. la el acasă de suporteri, ca un erou, deși echipa tocmai retrogradase. 

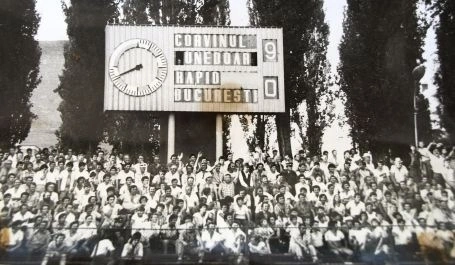
14 august 1985. Corvinul Hunedoara - Rapid București 9-0 (3-0). Au marcat: Dubinciuc, Cojocaru, Mateut, Gabor, Văetuș, Bardac.

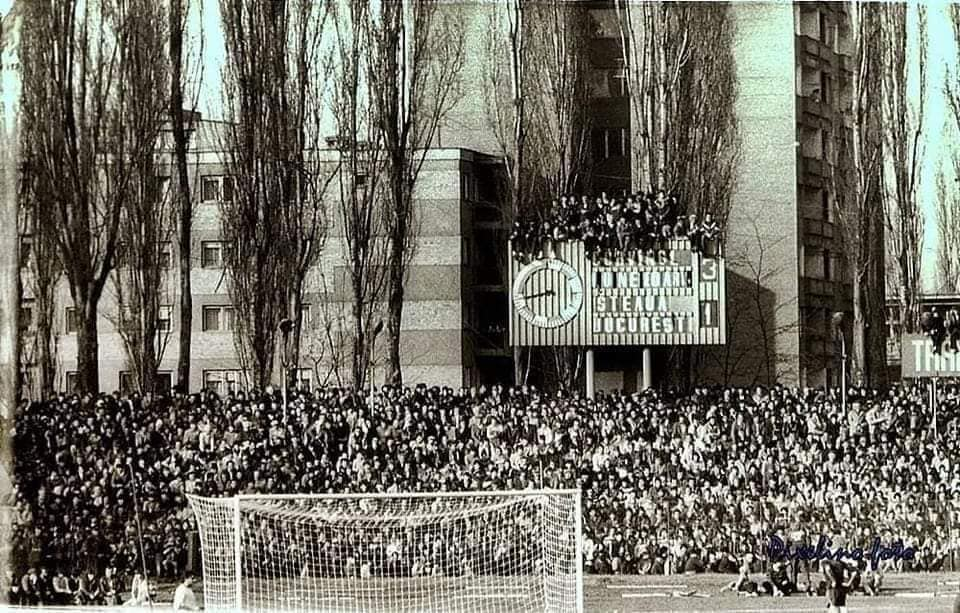
9 martie 1986. Corvinul Hunedoara - Steaua București 3-1.

Acel moment a rămas în istoria Hunedoarei ca fiind momentul în care s-a născut o echipă memorabilă. Chiar dacă Corvinul a retrogradat, echipele de tineret ale clubului au evoluat la un nivel înalt, atunci Mircea Lucescu și-a asumat rolul de manager și l-a convins pe Florea Dumitrache, o altă legendă a naționalei de fotbal a României a anilor ’70, să semneze cu Corvinul. În anii următori, „pătratul” format din Radu Nunweiller – Florea Dumitrache – Remus Vlad – Mircea Lucescu a servit drept suport pentru ascensiunea extraordinară a tinerilor fotbaliști, printre ei: Michael Klein, Romulus Gabor, Ioan Andone, Mircea Rednic și alții. Corvinul a promovat înapoi în Divizia A după doar un sezon în liga secundă, câștigându-și seria.  La sfârșitul sezonului 1980–81, Corvinul s-a clasat pe locul 6, apoi în sezonul următor „Corbii” au obținut cea mai bună performanță, un loc 3. În acel sezon, echipa cu sediul în Hunedoara a fost și liderul ligii pentru o perioadă și în prima echipă s-au născut 9 jucători în județul Hunedoara. Lotul a fost condus de Mircea Lucescu (jucator si antrenor) si a fost format din urmatorii jucatori: Niculai Alexa, Marian Ioniță – Ioan Andone, Mircea Rednic, Ioan Bogdan, Dumitru Gălan, Florin Dubinciuc, Michael Klein, Constantin Dumitriu, Victor Oncu, Dorin Nicșa, Dorin Mateuț, Ioan Petcu, Romulus Gabor, Florea Văetuș, Florea Dumitrache și Mircea Lucescu. 

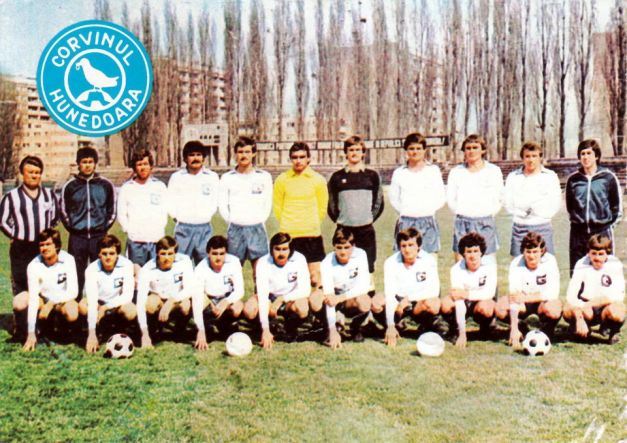
Lotul Corvinul în sezonul 1981–82.

Ca urmare a acestei performanțe, FC Corvinul s-a calificat în sezonul Cupei UEFA 1982–83. „Alb-albaștrii” au învins echipa austriacă Grazer AK (3–1 la total) în primul tur, dar în turul doi au pierdut în fața iugoslavei FK Sarajevo (4–8 la total). În anii 1980, Corvinul a devenit o forță în fotbalul românesc, un nume de temut, dar și de foarte respectat. „Hunedorenii” erau cunoscuti ca o echipă foarte bună și ofensivă pe terenul lor, unde în acest deceniu obțin rezultate șocante, printre care: 9–0 vs. Rapid București, 8–0 vs. Politehnica Iași sau 3–1 vs. Steaua București, acesta din urmă a fost obținut cu săptămâni înainte ca Steaua să obțină cea mai bună performanță, câștigând Finala Cupei Europei din 1986, împotriva lui FC Barcelona. În timpul mandatului de antrenor al echipei „Jackie” Ionescu (1984–1986), s-a născut o sintagmă care a rămas cu Corvinul de-a lungul timpului, „norma hunedoareană”, frază care reiese din stilul de fotbal ofensiv al lui Corvinul, „Corbii”. " marcând în general cel puțin trei goluri pe terenul propriu.  Oricât de bun a fost pe teren propriu, Corvinul a fost în general o echipă mediocră în deplasare, când a înregistrat și cea mai mare înfrângere, 0–11 împotriva Steaua București, în 1988.
În 1988, flacăra a început să se stingă, deși reputatul manager și profesor Constantin „Titi” Ardeleanu a încercat o împrospătare a lotului. Cuvintele lui Ardeleanu de atunci, au rămas adânc înscrise în zidul istoriei clubului: "Corvinul este un nume important în fotbalul românesc. Contribuția sa la ultimele mari succese internaționale este de netăgăduit! Prezenți la multe echipe naționale, fotbaliștii hunedoreni au dat. măsura exactă a valorii lor, iar Corvinul este una dintre primele echipe din țară!” Între 1982 și 1990, echipa cu sediul în Hunedoara a obținut următoarele clasamente: 1982–83 – 6, 1983–84 – 12, 1984–85 – 8, 1985–86 – 5, 1986–87 – 9,1987–88 – 7, 1988–89 – 15 și 1989–90 – 8.

### Căderea unui club legendar (1990–2004)
Anii 1990 reprezintă căderea comunismului în România și începutul unui nou început pentru țară, dar pentru industria fierului și mineritul, două dintre motoarele economiei anilor 1970 și 1980 au fost începutul sfârșitului. Județul Hunedoara a fost una dintre cele mai afectate regiuni din cauza economiei sale, care s-a bazat exact pe aceste două sectoare de activitate. Căderea economiei a afectat direct cele mai importante două cluburi ale județului Corvinul și Jiul Petroșani. Dacă Jiul a continuat să se lupte între primele două ligi în următorii aproximativ 15 ani, Corvinul a mai jucat în top doar încă două sezoane: 1990–91 și 1991–92, dar cu un rezultat sub așteptări, pe locurile 14 și 18, acest ultim rezultat a însemnat automat retrogradarea în Divizia B, pentru prima dată în ultimii 12 ani.
Înapoi în divizia a doua, „The Ravens” a acuzat șocul retrogradării și a obținut două clasamente slabe, în mijlocul și a doua jumătate a tabelului, apoi sezonul 1994–95 părea să fie șansa lor de a salva și relansa clubul. „Alb-albaștrii” au terminat campionatul ca secunde în seria lor și s-au calificat în play-off-ul pentru promovare, unde au pierdut cu 0–1 în fața Sportului Studențesc București. În aceeași perioadă, productivul Centru de Tineret Corvinul a dat fotbalului românesc un nou nume important, Bogdan Lobonț, care va fi vândut Rapidului București, doi ani mai tarziu. Înapoi în divizia a doua, rezultatele Corvinul au fost modeste, iar sprijinul financiar al Uzinei de Fier din ce în ce mai puțin consistent, astfel, între 1996 și 1999, echipa s-a instalat la mijlocul tabelului, între locurile 7 și 10.
Pe lângă situația financiară și sportivă, Centrul de Tineret Corvinul continuă să „producă” jucători importanți, printre care Bogdan Andone, Decebal Gheară sau Bogdan Apostu, astfel, cu o nouă generație și un oarecare sprijin financiar din partea Municipiului Hunedoara, Corvinul luptă pentru o nouă promovare, dar încheie sezonul 1999–2000 doar pe locul 3, în spatele Gaz Metan Mediaș și ARO Câmpulung. Acesta a fost ultimul sezon în care echipa cu sediul la Hunedoara a luptat pentru promovarea în clasamentul de vârf. Sezonul următor, „The Ravens” a retrogradat în Divizia C, pentru prima dată în ultimii 34 de ani, dar promovat înapoi după un sezon. În următoarele patru sezoane, Corvinul a jucat în divizia a doua, dar la cel mai bun caz s-a clasat pe locul 7, în cele din urmă în toamna anului 2004 clubul a fost exclus din toate competițiile de către Federația Română de Fotbal din cauza datoriilor acumulate de-a lungul anilor.

### Succesori și procese (2005–2021)
Între 2004 și 2016 clubul nu a avut echipe de seniori înscrise pentru a juca în vreo competiție a Federației Române de Fotbal și a fost ținut în viață doar de o singură echipă de tineret care a jucat în Campionatul Județean.  În 2016, Tribunalul Hunedoara a decis că FC Corvinul va fi dizolvată pentru o datorie de cca. 160.500 $, chiar dacă clubul a reușit să amâne această sentință din 2008, în lumina unui proces câștigat Rapid București privind transferul lui Bogdan Lobonț la Ajax. Corvinul ar fi trebuit să încaseze suma de 900.000 $, dar si Rapid a intrat in faliment, asa ca Tribunalul Hunedoara a considerat ca Corvinul nu are de unde sa incaseze banii si trebuie sa intre in lichidare.
În 2005, ultimul președinte al FC Corvinul, Mircea Alic, a înregistrat marca Corvinul și ulterior l-a vândut lui Octavian Marian, un om de afaceri din București, pentru cca. 45.000 €. În același an, Municipiul Hunedoara a înființat SC Corvinul 2005 Hunedoara, clubul și-a cumpărat locul în linia secundă de la CS Deva, dar a avut o viață scurtă, au apărut din nou problemele financiare și în 2008, noul club a fost de asemenea dizolvat. În vara anului 2009 a fost înființat un nou club succesor, FC Hunedoara, club care a jucat multe sezoane consecutive în Liga a III -a și timp de patru ani la rând a ratat promovarea în Liga a II- a.cu o mică marjă. În vara lui 2016, această entitate a fost exclusă și din Liga III din cauza unor probleme financiare. Retrogradată în Liga Județeană, FC Hunedoara a fost reorganizată ca CS Hunedoara și promovată înapoi.
Între 2005 și 2021, niciunul dintre cluburile succesoare nu a putut folosi marca FC Corvinul, în ciuda faptului că clubul inițial era unul latent, până în 2016 când Tribunalul Hunedoara a decis că FC Corvinul trebuie să intre în lichidare, oficial. Principala problemă a fost că Mircea Alic a înregistrat marca, apoi i-a vândut-o lui Octavian Marian, care nu avea niciun interes să-l predea Municipiului Hunedoara. Corvinul 2005, FC Hunedoara și CS Hunedoara au fost succesoarele lui FC Corvinul, din punct de vedere sportiv. Aceste entități au folosit culorile alb și albastru, Stadionul Michael Klein ca teren de teren și au fost susținute și de fanii și grupările ultrași ai Corvinulului.

### Corvinul s-a întors (2021–prezent)
În vara anului 2021, cu ocazia centenarului Corvinului, marca originală, „FC Corvinul 2021” a fost cumpărată cu 47.000 € de la Octavian Marian. Pentru achiziția mărcii au fost implicate nume legendare ale clubului, printre care Ioan Andone, Mircea Lucescu, Bogdan Apostu sau Mircea Rednic, tot cu sprijinul Municipiului Hunedoara. Grupurile Ultras Corvinul au strâns peste 12.000 € și au contribuit și ca voluntari în campania de achiziție a mărcii Corvinul. Acum, este de așteptat ca în vara anului 2022, CS Hunedoara să fie comasată cu FC Corvinul, pentru a readuce la viață vechiul club, dar și pentru a da continuitate legală ultimilor 17 ani de lupte.
În vara anului 2022, CS Hunedoara a fost redenumit oficial CS Corvinul 1921 Hunedoara (datorită fuziunii între CS Hunedoara și marca Corvinul Hunedoara). Drept urmare, CS Hunedoara a devenit succesorul oficial al lui FC Corvinul. În sezonul 2022-23 Corvinul promovează din nou în Liga II, după ce a terminat pe primul loc în seria 9 sezonul regular cu 52 de puncte, cu 20 peste ocupanta locului 2; și play-off-ul cu 77 de puncte, locul 2 terminând cu 42 de puncte. Barajul pentru liga a II-a a fost câștigat împotriva Gloria Bistrița-Năsăud 2-1 în ambele meciuri și Unirea Ungheni după 2-0 în tur și 4-1 în retur.

#### Cupa României
Sezonul 2023-24 din liga a II-a primul de la revenire după atâția ani, a terminat pe 3, sezonul regulat și locul 2 în play-off, dar neavând licența, nu a putut participa la meciurile pentru promovarea în liga I. Una dintre cele mai mari performanțe ale clubului din ultimii 30 de ani a fost că s-a calificat în sferturile de finală ale Cupei României în decembrie 2023. Ultima dată când a ajuns în această etapă a fost în iunie 1988, acum peste 35 de ani. Dar miercuri, 15 mai 2024, Corvinul a jucat cu Oțelul Galați pe Stadionul Municipal Sibiu, în care scorul s-a încheiat 2-2, dar la penalty-uri a câștigat cu 3–2. Corvinul a câștigat prima Cupă a României, Rapid București a fost ultima echipă de liga a 2-a ce a făcut acest lucru acum 49 de ani. A urmat parcursul din Europa League, unde a trecut de Paks (vicecampioana Ungariei) cu 4-0 în tur și 0-2 în retur, dar a fost eliminata de Rijeka vicecampioana Croației după 0-0 în tur și 0-1 în retur.

## Palmares și statistici

#### Palmares intern
Liga I
Cea mai bună clasare: locul 3 în 1981–1982
 Liga II
 Campioni (4): 1953, 1959–60, 1975–76, 1979–80
 Vicecampioni (3): 1956, 1957–58, 1994–95, 2023–24
 Liga a III-a
 Campioni (4): 1966–67, 2001–02, 2021–22, 2022–23
 Vicecampioni (3): 1965–66, 2011–12, 2012–13
 Liga a IV-a – Hunedoara
 Campioni (2): 2009–10, 2017–18
 Cupa României
 Câștigători: 2023–2024

### Competiții internaționale
Cupa UEFA 1982–83
- Turul 2 (1): 1982–83

 UEFA Europa League 2024–2025
- Turul 2 preliminar (1): 2024–25

 UEFA Conference League 2024–2025
- Turul 3 preliminar (1): 2024–25

### Parcursul în cupele europene
| Cupa UEFA 1982–1983            |     |                    |
| Prima rundă                    |     |                    |
| Grazer AK                      | 1-1 | Corvinul Hunedoara |
| Corvinul Hunedoara             | 3-0 | Grazer AK          |
| Runda a doua                   |     |                    |
| Corvinul Hunedoara             | 4-4 | FK Sarajevo        |
| FK Sarajevo                    | 4-0 | Corvinul Hunedoara |
| UEFA Europa League 2024–25     |     |                    |
| Turul 1 preliminar             |     |                    |
| FC Paksi                       | 0-4 | Corvinul Hunedoara |
| Corvinul Hunedoara             | 0-2 | FC Paksi           |
| Turul 2 preliminar             |     |                    |
| Corvinul Hunedoara             | 0-0 | HNK Rijeka         |
| HNK Rijeka                     | 1-0 | Corvinul Hunedoara |
| UEFA Conference League 2024–25 |     |                    |
| Turul 3 preliminar             |     |                    |
| FC Astana                      | 6-1 | Corvinul Hunedoara |
| Corvinul Hunedoara             | 1-2 | FC Astana          |

#### Bilanț general
| Competiție              | Ap | M  | V | E | Î | GM | GP | DG |
| ----------------------- | -- | -- | - | - | - | -- | -- | -- |
| Cupa UEFA/Europa League | 2  | 8  | 2 | 3 | 3 | 12 | 12 | 0  |
| UEFA Conference League  | 1  | 2  | 0 | 0 | 2 | 2  | 8  | -6 |
| Total                   | 3  | 10 | 2 | 3 | 5 | 14 | 20 | -6 |

## Stadion

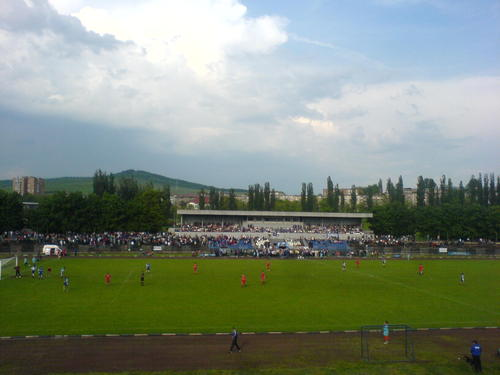
Stadionul Michael Klein

În primii ani de existență, Fero Sport Hunedoara și-a disputat meciurile de acasă pe Stadionul Poarta Zgurii, un teren cu o capacitate de doar 400–500 de persoane, două vestiare, un depozit și câteva mici anexe. Suficient pentru un oraș care, la acea vreme, avea doar vreo 4.000 de locuitori. În timpul celui de-al Doilea Război Mondial, stadionul a fost ocupat de Armata Sovietică, astfel că echipa de fotbal și-a mutat meciurile de acasă pe Stadionul Hășdat, considerat din multe motive organizatorice a fi nepotrivit. Vestiarele se aflau în unele anexe din apropierea Castelului Corvinilor, iar fotbaliștii erau transportați pe Stadionul Hășdat cu cărucioare sau camioane. În anii 1950, Uzina de Fier a fost deja transformată într-o adevărată Uzină de Oțel și un nou oraș „se ridica” în zona de est a orașului vechi. Noul oraș avea nevoie de o nouă bază sportivă, o scenă construită în principal pentru echipa de fotbal, vechiul stadion, cunoscut în această perioadă ca Stadionul Metalul sau Stadionul Energia era considerat învechit.
Pe 2 mai 1960, Complexul Sportiv Corvinul a fost deschis cu un meci de fotbal dintre Corvinul și CFR Arad, câștigat de gazde cu 1–0. La mijlocul anilor 1990, stadionul a fost redenumit Stadionul Michael Klein, în onoarea fotbalistului care a murit tragic la doar 33 de ani, în timpul unui antrenament. În 2006, stadionul a fost renovat și au fost montate 3.000 de locuri. Stadionul Michael Klein este, de asemenea, al doilea cel mai mare stadion de fotbal din județul Hunedoara după Stadionul Jiul din Petroșani.

## Suporteri
Corvinul se bucură de sprijinul Asociației Suporterilor Corviniști, cea care este alături de echipă la fiecare meci, fie acasă sau în deplasare. Suporterii Corvinului au o prietenie strânsă cu susținătorii echipelor Steaua Bucuresti și UTA Arad.

## Lotul actual
La 31 iulie 2025.
| Nr. |                        | Poziție | Jucător              |
| --- | ---------------------- | ------- | -------------------- |
|     | România                | F       | Antoniu Manolache⁠(d) |
|     | România                | F       | Flavius Iacob⁠(d)     |
|     | România                | M       | Alexandru Neacșa⁠(d)  |
|     | Regatul Țărilor de Jos | M       | Desley Ubbink⁠(d)     |
|     | România                | P       | Florin Iacob⁠(d)      |
|     | Republica Moldova      | M       | Ion Cărăruș⁠(d)       |
|     | România                | A       | Andrei Hergheligiu   |

| Nr. |         | Poziție | Jucător              |
| --- | ------- | ------- | -------------------- |
|     | Belgia  | M       | Mehdi Lehaire⁠(d)     |
|     | România | F       | Szabolcs Kilyén⁠(d)   |
|     | România | F       | Viorel Lică⁠(d)       |
|     | România | M       | Daniel Pîrvulescu⁠(d) |
|     | România | F       | Mihai Velisar⁠(d)     |
|     | România | M       | Mario Bratu⁠(d)       |

## Oficialii clubului
| Rol              | Nume                                                   |
| ---------------- | ------------------------------------------------------ |
| Proprietar       | Primăria Hunedoara                                     |
| Președinte       | Dan Colesniuc                                          |
| Vicepreședinte   | Daniel Stroia                                          |
| Membrii          | Ioan Andone Remus Vlad Constantin Ioan Virgil Sevăstru |
| Director sportiv | Daniel Dăscălescu                                      |

| Rol                 | Nume            |
| ------------------- | --------------- |
| Antrenor            | Florin Maxim    |
| Antrenor secund     | Raul Spătaru    |
| Antrenor de portari | Andrei Cobliș   |
| Antrenor de fitness | Mircea Alic jr. |
| Doctor              | Vasile Chiriac  |

## Parcursul competițional
| Sezon   | Nivel | Divizie                     | Loc      | Cupa României |
| ------- | ----- | --------------------------- | -------- | ------------- |
| 2024–25 | 2     | Liga a II-a                 | 7        | Play-off      |
| 2023–24 | 2     | Liga a II-a                 | 2        | Câștigătoare  |
| 2022–23 | 3     | Liga a III-a (Seria a IX-a) | 1 (C, P) | Turul doi     |
| 2021–22 | 3     | Liga a III-a (Seria a IX-a) | 1 (C)    | Șaisprezecimi |
| 2020–21 | 3     | Liga a III-a (Seria a IX-a) | 6        |               |
| 2019–20 | 3     | Liga a III-a (Seria a IV-a) | 7        |               |
| 2018–19 | 3     | Liga a III-a (Seria a IV-a) | 9        |               |
| 2017–18 | 4     | Liga a IV-a (HD)            | 1 (C, P) |               |
| 2016–17 | 4     | Liga a IV-a (HD)            | 5        |               |
| 2015–16 | 3     | Liga a III-a (Seria a IV-a) | 5 (R)    |               |
| 2014–15 | 3     | Liga a III-a (Seria a IV-a) | 8        |               |

| Sezon   | Nivel | Divizie                     | Loc      | Cupa României |
| ------- | ----- | --------------------------- | -------- | ------------- |
| 2013–14 | 3     | Liga a III-a (Seria a IV-a) | 3        |               |
| 2012–13 | 3     | Liga a III-a (Seria a V-a)  | 2        |               |
| 2011–12 | 3     | Liga a III-a (Seria a V-a)  | 2        |               |
| 2010–11 | 3     | Liga a III-a (Seria a V-a)  | 6        |               |
| 2009–10 | 4     | Liga a IV-a (HD)            | 1 (C, P) |               |
| 2007–08 | 2     | Liga a II-a (Seria a II-a)  | 18 (R)   |               |
| 2006–07 | 2     | Liga a II-a (Seria a II-a)  | 10       |               |
| 2005–06 | 2     | Divizia B (Seria a III-a)   | 6        |               |
| 2004–05 | 2     | Divizia B (Seria a III-a)   | 16 (R)   |               |
| 2003–04 | 2     | Divizia B (Seria a III-a)   | 12       |               |

| 1953-1954 | Divizia B | Campionii(1)      | 40 | 15 | 10        | 3         |                  |                | 1980-1981 | Divizia A | Menținere (6)     | 35 | 16             | 3 | 15 |                  | Mircea Lucescu       |
| 1954      | Divizia A | Retrogradare(11)  | 26 | 9  | 5         | 12        |                  |                | 1981-1982 | Divizia A | Menținere (3)     | 39 | 17             | 5 | 12 | Ioan Petcu       | Ladislau Vlad        |
| 1955      | Divizia B | Menținere (6)     | 25 | 8  | 9         | 9         |                  |                | 1982-1983 | Divizia A | Menținere (6)     | 34 | 13             | 8 | 13 |                  | Ladislau Vlad        |
| 1956      | Divizia B | Vicecampioana(2)  | 31 | 11 | 9         | 4         |                  |                | 1983-1984 | Divizia A | Menținere (12)    | 32 | 12             | 8 | 14 |                  |                      |
| 1957-1958 | Divizia B | Vicecampioana (2) | 36 | 15 | 6         | 5         |                  |                | 1984-1985 | Divizia A | Menținere (8)     | 32 | 15             | 2 | 17 |                  | Ion Nunweiller       |
| 1958-1959 | Divizia B | Menținere (4)     | 29 | 12 | 5         | 9         |                  |                | 1985-1986 | Divizia A | Menținere (5)     | 37 | 17             | 3 | 14 | Ioan Petcu       | Ion Nunweiller       |
| 1959-1960 | Divizia B | Campionii (1)     | 37 | 14 | 9         | 3         |                  |                | 1986-1987 | Divizia A | Menținere (9)     | 33 | 13             | 7 | 14 | Ion Cojocaru     |                      |
| 1961-1962 | Divizia A | Retrogradare (14) | 16 | 5  | 6         | 15        |                  |                | 1987-1988 | Divizia A | Menținere (7)     | 30 | 13             | 4 | 17 |                  | Constantin Ardeleanu |
| 1962-1963 | Divizia B | Retrogradare (14) | 14 | 4  | 6         | 16        |                  |                | 1988-1989 | Divizia A | Menținere (15)    | 29 | 13             | 3 | 18 |                  |                      |
| 1963-1964 | Divizia C | Menținere         |    |    |           |           |                  |                | 1989-1990 | Divizia A | Menținere (6)     | 32 | 14             | 4 | 16 |                  |                      |
| 1964-1965 | Divizia C | Menținere         |    |    | 1990-1991 | Divizia A | Menținere (14)   | 32             | 15        | 2         | 17                |    |                |   |    |                  |                      |
| 1965-1966 | Divizia C | Menținere         |    |    | 1991-1992 | Divizia A | Retrogradare(18) | 19             | 6         | 21        | 21                |    | Dudu Georgescu |   |    |                  |                      |
| 1966-1967 | Divizia C | Promovare         |    |    | 1992-1993 | Divizia B | Menținere (13)   | 31             | 12        | 7         | 15                |    |                |   |    |                  |                      |
| 1967-1968 | Divizia B | Menținere (8)     | 25 | 10 | 5         | 11        |                  |                | 1993-1994 | Divizia B | Menținere (9)     | 33 | 15             | 3 | 16 | Marius Păcurar   |                      |
| 1968-1969 | Divizia B | Menținere (4)     | 32 | 15 | 2         | 13        |                  |                | 1994-1995 | Divizia B | Vicecampioana(2)  | 64 | 20             | 4 | 10 | Romulus Gabor    |                      |
| 1969-1970 | Divizia B | Menținere (10)    | 28 | 11 | 6         | 13        |                  |                | 1995-1996 | Divizia B | Menținere (9)     | 47 | 13             | 8 | 13 | Marius Păcurar   | Gabriel Stan         |
| 1970-1971 | Divizia B | Menținere (4)     | 33 | 13 | 7         | 10        |                  |                | 1996-1997 | Divizia B | Menținere (7)     | 48 | 14             | 6 | 14 | Mihai Dăscălescu |                      |
| 1971-1972 | Divizia B | Menținere (13)    | 28 | 12 | 4         | 14        |                  |                | 1997-1998 | Divizia B | Menținere (9)     | 50 | 16             | 2 | 16 |                  |                      |
| 1972-1973 | Divizia B | Menținere (11)    | 30 | 12 | 6         | 12        |                  |                | 1998-1999 | Divizia B | Menținere (10)    | 46 | 14             | 4 | 16 | Marius Păcurar   |                      |
| 1973-1974 | Divizia B | Menținere (6)     | 34 | 13 | 8         | 13        |                  |                | 1999-2000 | Divizia B | Menținere (3)     | 54 | 16             | 6 | 12 |                  |                      |
| 1974-1975 | Divizia B | Menținere (4)     | 37 | 17 | 3         | 14        |                  |                | 2000-2001 | Divizia B | Retrogradare (14) | 34 | 10             | 4 | 16 |                  |                      |
| 1975-1976 | Divizia B | Promovare (1)     | 51 | 23 | 5         | 6         |                  | Ilie Savu      | 2001-2002 | Divizia C | Promovare (1)     |    |                |   |    |                  |                      |
| 1976-1977 | Divizia A | Menținere (14)    | 31 | 10 | 11        | 13        |                  | Ilie Savu      | 2002-2003 | Divizia B | Menținere (7)     | 46 | 13             | 7 | 8  |                  |                      |
| 1977-1978 | Divizia A | Menținere (8)     | 34 | 11 | 12        | 11        |                  | Ștefan Coidum  |           |           |                   |    |                |   |    |                  |                      |
| 1978-1979 | Divizia A | Retrogradare(16)  | 30 | 13 | 4         | 17        |                  | Mircea Lucescu |           |           |                   |    |                |   |    |                  |                      |
| 1979-1980 | Divizia B | Campionii(1)      | 49 | 23 | 3         | 8         |                  | Mircea Lucescu |           |           |                   |    |                |   |    |                  |                      |

## Foști jucători notabili
Fotbaliștii înscriși mai jos au avut selecții internaționale pentru țările lor la nivel de juniori și/sau seniori și/sau mai mult de 100 de selecții pentru Corvinul Hunedoara.
- Ioan Andone
- Ioan Bogdan
- Alexandru Crețu
- Florea Dumitrache
- Constantin Dumitriu
- Romulus Gabor
- Decebal Gheară
- Ovidiu Hanganu
- Michael Klein
- Bogdan Lobonț
- Mircea Lucescu
- Ioan Mărginean
- Dorin Mateuț
- Radu Nunweiller
- Marius Păcurar
- Ioan Petcu
- Mircea Rednic
- Florea Văetuș
- Remus Vlad

## Foști antrenori notabili
- Ilie Savu
- Ștefan Coidum
- Mircea Lucescu
- Ion Nunweiller
- Ladislau Vlad
- Octavian Cojocaru
- Ion Ionescu
- Constantin Ardeleanu
- Virgil Stoica
- Dudu Georgescu
- Gabriel Stan